# Livré-sur-Changeon
Livré-sur-Changeon (en bretó Liverieg-Kenton) és un municipi francès, situat a la regió de Bretanya, al departament d'Ille i Vilaine. L'any 2006 tenia 1.441 habitants.

## Demografia
| 1962                                       | 1968  | 1975  | 1982  | 1990  | 1999  |
| ------------------------------------------ | ----- | ----- | ----- | ----- | ----- |
| 1.208                                      | 1.125 | 1.072 | 1.078 | 1.108 | 1.300 |
| Des de 1962: població sense dobles comptes |       |       |       |       |       |

## Administració
| Període   | Identitat            | Partit |
| --------- | -------------------- | ------ |
| 1947-1983 | Pierre Bouvet (pare) |        |
| 1983-1995 | Joseph Havard        |        |
| 1995-2001 | Pierre Bouvet (fill) |        |
| 2001-2008 | Joseph Havard        |        |
| 2008-     | Jean-Michel Hurault  |        |